# صغير دجاج

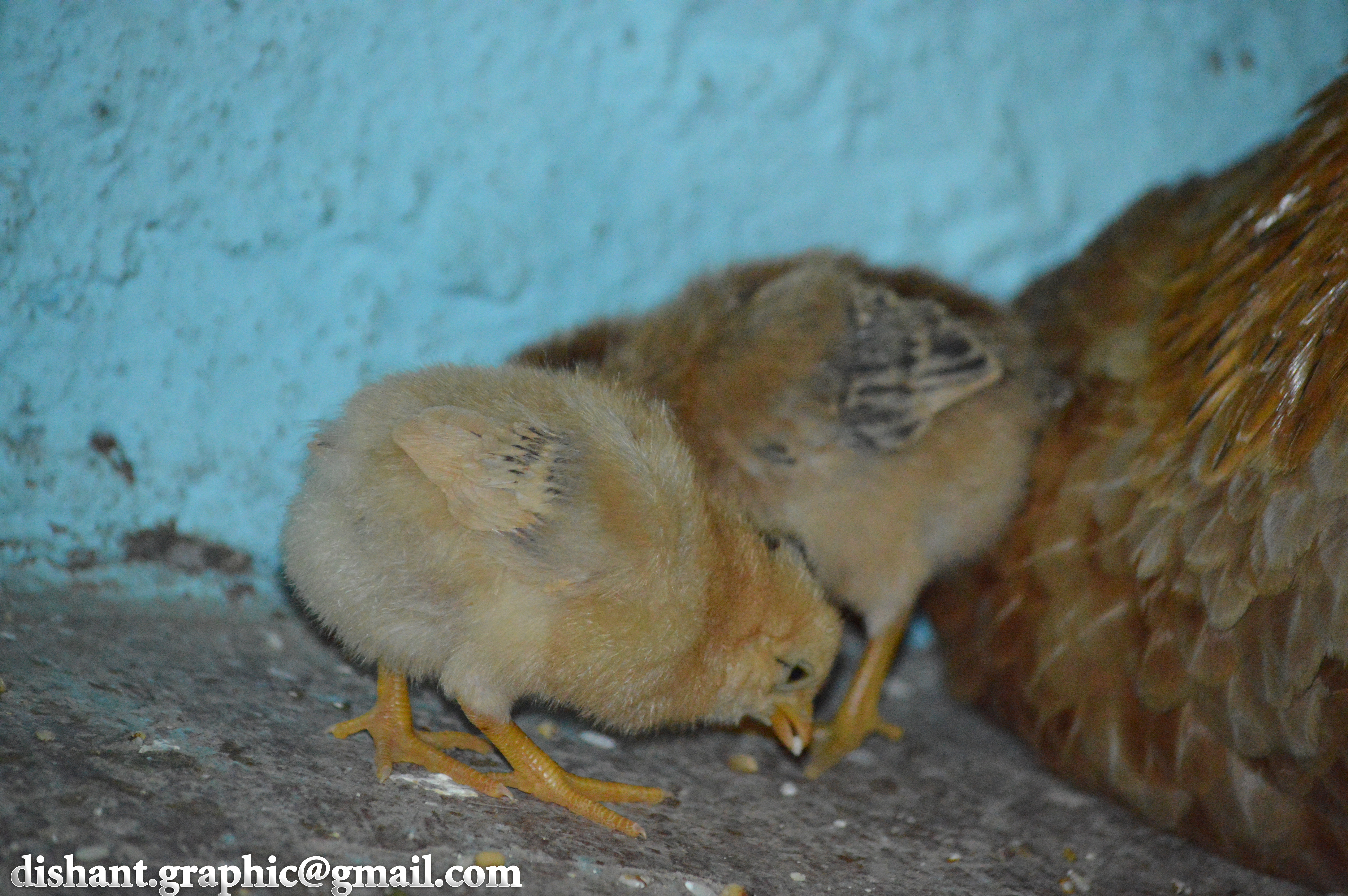
صورة صغير دجاج يأكل حبوب

صغير الدجاج أو أفراخ الجاج أو الصوص أو الكتكوت أو فريج أو «الفَرَُوجُ أو فَرُّوجة» جمعه: الفَرَارِيجِ أو «فَرّويَة وتجمع فَراري وفَرُّويات» (بالإنجليزية: pullet)‏، هو صغير تلده الدجاجة في بيضة، تضل داخل البيضة 3 أسابيع، حتى تصبح قوية بما فيه الكفاية ويغطي جسدها مادة ناعمة، تسمى الريش الوبري (بالإنجليزية: down)‏، يستغرق شهر إلى شهرين، لينمو مكوناً، ريش الدجاج، تتغدى على النباتات والحشرات والفئران، لذا تعد أكلة لحوم، بعد 6 أشهر تصبح قادرة على وضع بيوض.

## كيفية تربية صغار الدجاج

### بيت صغير الدجاج
يسمى بيت الدجاج في البداية الحاضنة، تصنع من البلاستيك أو الورق المقوى، يمكن شرائه من المتاجر المتخصصة بالزراعة، أو صنعها يدوياً، ويفضل تتبع الخطوات التالية:
- مراعاة مساحة الحاضنة لتتناسب مع جميع الصيصان، ووضعها في مكان داخلي أو في الكراج، كي تتمكن من الحركة بأرياحية، بوجود الشراب والطعام، تجهيز أرضية الحاضنة التي تكون مصنوعة من التبن النظيف المصنوع من نشارة الصنبور، ويمكن صنعها من ورق الصحف لكن قد تتعرض جلود للتلوث بحبر الورق ويجب تغييرها كل يومين، لكن إذ كانت رطبة يجب تغييرها فورا، مراعاة نظافة الحاضنة مهم في هذه المرحلة، لأنه في هذه المرحلة عرضة للإصابة بأمراض، يجب إلقاء الحاضنة دافئة، يمكن وضع مصباح داخلها، مثل مصباح كهربائي، مع عاكس أو المصابيح التي تنتج الضوء بنفسها، ويجب الحفاظ على درجة حرارتها في الأسبوع الأول، ضمن معدل 32-38، ثم خفضها بمقدار 5 درجات مع مرور كل أسبوع ولمدة 5 أو 8 أسابيع إلى حين اكتمال نمو الدجاج. توفير الماء والطعام يُفضّل أن يتم تحضير الطعام والشراب للصيصان قبل أن فقس البيوض، عادةً ما يتم وضع الطعام للصيصان في أوعية بلاستيكية تُسمى بالمغذيات، حيث تجعل من عملية إطعام الصيصان أسهل خاصةً خلال أول أسبوعين من خروجها من البيوض، يجب مراعاة أن تكون هذه المغذيات على مستوى مناسب داخل الحاضنة حتى تتمكن الصيصان من تناول غذائها بسهولة، قد تتغذى الصيصان على التبن والأعلاف المستخدمة لتحضير الأرضيات، أما الماء فيتم وضع ماء نظيف وعذب داخل أوعية خاصة، تتم سقاية الصيصان عادةً عن طريق غمر منقارها في الماء، تبدأ الصيصان بشرب القليل من الماء في ثانية وهو ما يشكل حاجتها من الماء.